# Dunkelflug

Aufbau der Erdatmosphäre; Meteore leuchten ab einer Höhe von ca. 80 bis 85 Kilometer auf.

Als Dunkelflug bezeichnet man jene Phase, in der ein Meteoroid ohne Leuchterscheinung die Atmosphäre durchquert.

## Allgemeines
Tritt ein Meteoroid in die Erdatmosphäre ein, so macht er sich ab einer Masse von etwa einem Milligramm als Leuchterscheinung bemerkbar, die man als Meteor oder im Volksmund auch als Sternschnuppe bezeichnet. In der Regel weisen diese Teilchen nur eine geringe Größe von wenigen Zehntel Millimeter auf.
Bei so kleinen Teilchen ist die wahrzunehmende Leuchterscheinung schwach ausgeprägt und dauert nur einige Zehntelsekunden. Ab einer Größe von etwa 1 cm wird der Meteoroid aber zu einer recht auffälligen Feuerkugel, die man im Umkreis hunderter Kilometer beobachten kann. Ab einer Helligkeit von etwa −4 mag (Venus-Helligkeit) bezeichnet man den Meteor als Boliden.
Löst sich ein solches Gesteins- oder Eisenstück beim Flug durch die Atmosphäre nicht gänzlich auf, so erreicht ein kleiner Rest die Erdoberfläche und kann manchmal als Meteorit geborgen werden.

## Flugphasen eines Meteors

### Leuchtflugphase
Abhängig von seiner Größe leuchtet ein Meteor (der bei Erreichen der Erdoberfläche zum Meteoriten werden kann) in Höhen von ca. 80 bis 85 Kilometer (Mesosphäre) auf. Die  Eintrittsgeschwindigkeit in die Atmosphäre kann dabei zwischen 11,2 km/s und 72 km/s stark variieren. Die Wahrscheinlichkeit, dass ein Meteor den atmosphärischen Flug übersteht ist jedoch umso höher, je geringer seine Eintrittsgeschwindigkeit (relativ zur Erdoberfläche) und je größer seine Masse ist.
Das eigentliche Leuchten wird dabei (entgegen der weit verbreiteten Meinung) nicht durch das Verglühen des Meteors infolge von Luftreibung erzeugt, sondern die hohe kinetische Energie des Meteors entreisst den Atomen der umgebenden Luftteilchen die Elektronen, die Luft wird ionisiert. Die dabei entstehende Plasmakugel kann bei hellen Boliden einen Durchmesser von mehreren hundert Metern erreichen. Bei der Rekombination (Wiedervereinigung) der Elektronen mit den Atomkernen wird Licht emittiert. Diesen Vorgang bezeichnet man daher auch als Rekombinationsleuchten. Diese Flugphase dauert für gewöhnlich nur wenige Sekunden.
Durch die Luftreibung findet eine Materialabtragung (Ablationsprozess) von der Oberfläche des Meteoroiden statt. Ob nach dem Ablationsprozess letztendlich ein Meteoritenrest übrig bleibt, hängt zum einen von der anfänglichen Masse des Meteoroiden ab, aber auch von dessen Eintrittsgeschwindigkeit und Eintrittswinkel in die Erdatmosphäre.

### Dunkelflugphase
In der Regel verlischt ein Meteor in einer Höhe von mindestens 30 Kilometer, wenn sein Material durch den Ablationsprozess restlos aufgerieben wurde. Dabei erreicht allerdings keinerlei Restmaterial den Boden.
Ein größeres Teilchen kann jedoch weiter in die tiefere Atmosphäre eindringen und wird durch Luftreibung in den Atmosphärenschichten mit größerer Luftdichte noch stärker auf eine Geschwindigkeit von etwa 4 bis 2 km/s abgebremst.
Bei dieser Geschwindigkeit kann jedoch keinerlei Rekombinationsleuchten mehr stattfinden, wodurch der Meteorit (Restkörper) für das bloße Auge unsichtbar wird. Der Ablationsprozess, also der Materialverlust am Meteoriten, kann infolge der Luftreibung jedoch noch eine kurze Zeit lang weitergehen, bleibt aber für das menschliche Auge meist unbeobachtbar.
Die Dunkelflugphase beginnt (abhängig von der Größe des Ursprungskörpers) in einer Höhe von etwa 20 Kilometern über der Erdoberfläche. Der Meteorit wird dabei weiter abgebremst und geht schließlich in den freien Fall über. Die weitere Flugbahn des Meteoriten kann dabei durch Winddrift entscheidend beeinflusst werden. Bemerkenswert ist dabei, dass der Dunkelflug eines Meteoriten mehrere Minuten dauern kann.
Im Gleichgewicht zwischen Gewichtskraft und Luftreibung stellt sich beim Meteoriten eine Fallgeschwindigkeit von ca. 80 bis 60 m/s ein, mit der er dann letztendlich auf der Erdoberfläche aufschlägt. Dabei wird in der Regel aber kein Krater gerissen. Allenfalls dringt er mehrere Zentimeter tief ins Erdreich ein.